# Mésotrophe
Un milieu mésotrophe (du grec μεσο / meso « milieu » et τροφικός / trophikos « nourrir ») est un milieu moyennement riche en nutriments. Il se situe entre les milieux oligotrophe (moins riche) et eutrophe (plus riche voire  déséquilibré).